# شتالاج لوفت 4
```
شتالاج لوفت 4
 
معسكر الماني لأسرى
 الحرب
في
 الحرب العالمية الثانية في Gross Tychow، 
بوميرانيا
 (الآن 
Tychowo
، 
بولندا
).
```

## تاريخ المخيم
تم افتتاح المعسكر في مايو 1944. في تموز / يوليو من ذلك العام، صدر تقرير عسكري وصف مشاكل مثل عدم كفاية مرافق الاستحمام، والتوزيع غير الصحيح لطرود الصليب الأحمر، وأن السجناء اشتكوا من وضع الطعام في كثير من الأحيان. تم السماح برسالتين وأربع بطاقات بريدية في الشهر. خضعت هذه الرسائل للرقابة القاسية، حيث أجبر السجناء على إخبار العائلات أنهم يتلقون معاملة جيدة وأنه لا توجد مشاكل على الإطلاق.
أفاد تفتيش آخر للصليب الأحمر الدولي في يناير 1945،  أن المخيم ضم:
- 8033 أمريكيًا
- 820 بريطاني
- 60 البولندية
- 5 التشيك
- 2 الفرنسية
- 1 نرويجي

### المسيرة السوداء
في 6 فبراير 1945، خرج نحو 8000 رجل من المخيم في مسيرة تسمى «المسيرة السوداء». أعطي السجناء الطرود المتبقية من الصليب الأحمر. سمح لهم بالحمل قدر استطاعتهم. استمرت المسيرة من غروس تايكو ما يقرب من 86 يومًا. أجبروا على السير تحت الحراسة حوالي 15–20 ميل (24–32 كـم) في اليوم. كان هناك الكثير من التعرجات، للهروب من الجيش الأحمر السوفياتي الزاحف من الشرق.

## روابط خارجية
- Stalag Luft VI and IV
- مقابلة التاريخ الشفوي مع Steven Stupak ، أسير حرب في Stalag IV خلال الحرب العالمية الثانية من مشروع تاريخ المحاربين القدامى في جامعة ولاية كونيتيكت المركزية (فيديو)
- المسيرة السوداء: حسابات T / Sgts. فرانك بولس وكارتر لونسفورد